# 兵庫県道・鳥取県道119号千谷蕪島線
兵庫県道・鳥取県道119号千谷蕪島線（ひょうごけんどう・とっとりけんどう119ごう ちだにかぶらしません）は、兵庫県美方郡新温泉町から鳥取県岩美郡岩美町に至る一般県道である。

## 概要
兵庫県美方郡新温泉町千谷から鳥取県岩美郡岩美町大字洗井に至る。
旧国道9号で、県境の蒲生峠を越える。蒲生トンネルの開通により1979年（昭和54年）4月1日、兵庫県道565号・鳥取県道4号千谷蕪島線となり、その後、県道番号統一により兵庫県道・鳥取県道119号千谷蕪島線となった。
また、2004年（平成16年）3月31日には終点が変更された。これは、鳥取県道31号鳥取国府岩美線十王峠バイパスの一部区間が県道認定されたことに伴い、当路線の末端部分がそちらへ移管されるかたちで廃止されたもの。
なお、路線名の蕪島は路線認定当初の終点の小字である。

### 路線データ
- 起点：兵庫県美方郡新温泉町千谷（国道9号交点）
- 終点：鳥取県岩美郡岩美町大字洗井（鳥取県道31号鳥取国府岩美線交点）
- 総延長：4.4 km

## 歴史
- 1979年（昭和54年）4月1日 - 兵庫県道565号・鳥取県道4号千谷蕪島線として認定[1]。
- 1984年（昭和59年）8月31日 - 鳥取県道の整理番号を120に変更[2]。
- 1994年（平成6年）3月15日 - 鳥取県道の整理番号を119に変更[3]。
- 2004年（平成16年）3月31日 - 終点を岩美郡岩美町大字洗井字蕪島上土居から同大字字植木に変更[4]。

## 地理

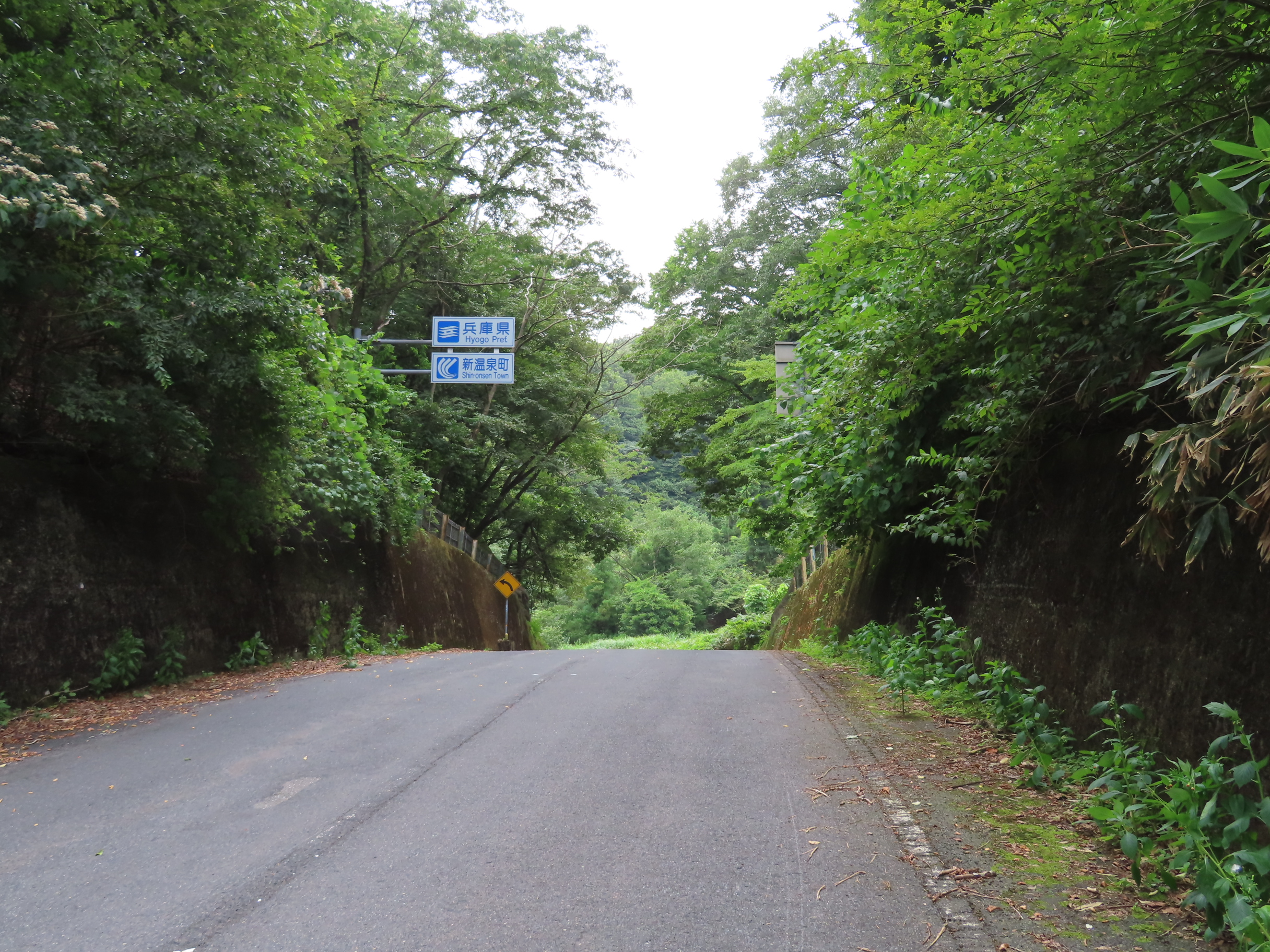
県境の蒲生峠

### 通過する自治体
- 兵庫県
  - 美方郡新温泉町
- 鳥取県
  - 岩美郡岩美町

### 交差する道路
| 交差する道路                                | 都道府県名 | 市町村名 | 市町村名 | 交差する場所 | 交差する場所      |
| ------------------------------------------- | ---------- | -------- | -------- | ------------ | ----------------- |
| 国道9号                                     | 兵庫県     | 美方郡   | 新温泉町 | 千谷         | 千谷交差点 / 起点 |
| 鳥取県道31号鳥取国府岩美線 / 十王峠バイパス | 鳥取県     | 岩美郡   | 岩美町   | 大字洗井     | 終点              |

### 沿線
- 旧国道9号（全線）

### 峠
- 兵庫県
  - 蒲生峠（美方郡新温泉町 - 鳥取県岩美郡岩美町）